# St Margaret’s Hope
St. Margaret’s Hope (lokal bekannt als The Hope, ausgesprochen „Hup“) ist ein Dorf auf der Orkneyinsel South Ronaldsay im Norden Schottlands. Es hat etwa 550 Einwohner und ist nach Kirkwall und Stromness die drittgrößte Siedlung der Orkney.
Der Ort liegt am Water Sound, an der inneren Spitze einer geschützten Bucht an der Nordküste der Insel South Ronaldsay, die über die Churchill Barriers (A961) eine Verbindung mit der Hauptinsel Mainland hat, und ist Ausflugsziel der Bewohner von Kirkwall. Die Pentland Ferries unterhalten eine Fährverbindung nach Gills Bay auf dem schottischen Festland.
„The Hope“ ist das wichtigste Dorf der Insel und entweder benannt nach Königin Margaret, der „Maid of Norway“, die dort 1290 starb, oder nach Königin Margaret von Schottland, der Frau von Malcolm III. Letztere Erklärung stammt von viktorianischen Ordnance Survey Karten, die den Namen auf eine frühchristliche St. Margarets Kapelle zurückführen. Das Dorf hat eine Grundschule, ein Museum und eine Reihe von Geschäften und Restaurants. Es ist bekannt für seinen jährlichen Pflügewettbewerb, eine lokale Tradition am Sand von Wright.
Spuren eines eisenzeitlichen Brochs liegen auf einem Feld, oberhalb des Dorfes, südlich befindet sich der Clouduhall Stone.

## Bildergalerie

St. Margaret’s Hope
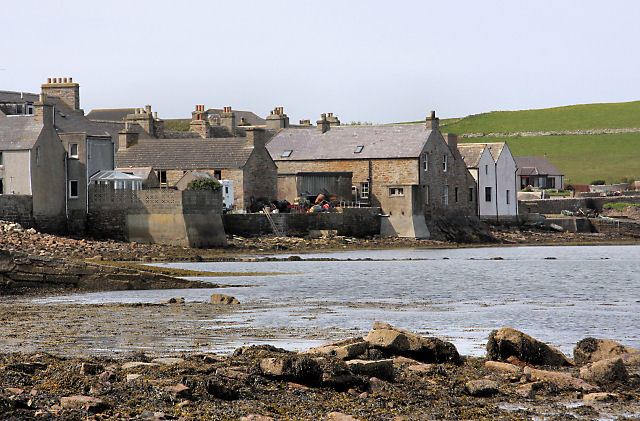
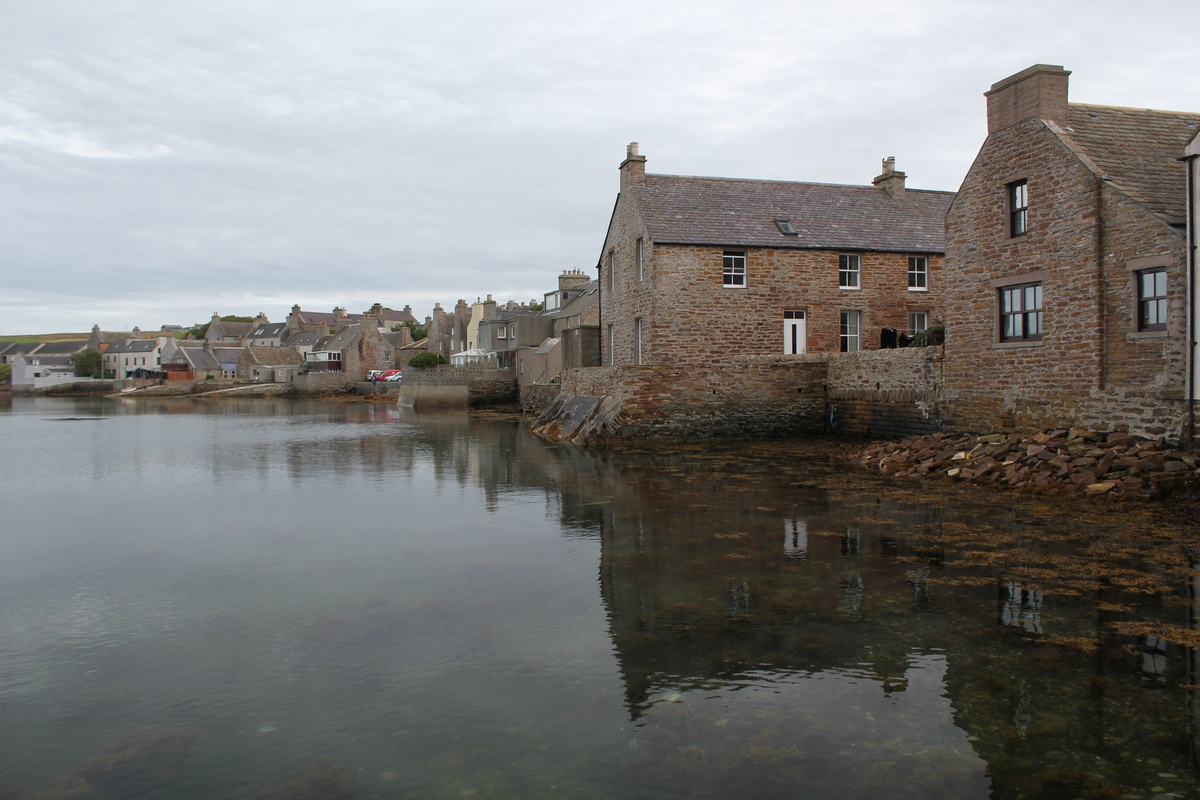
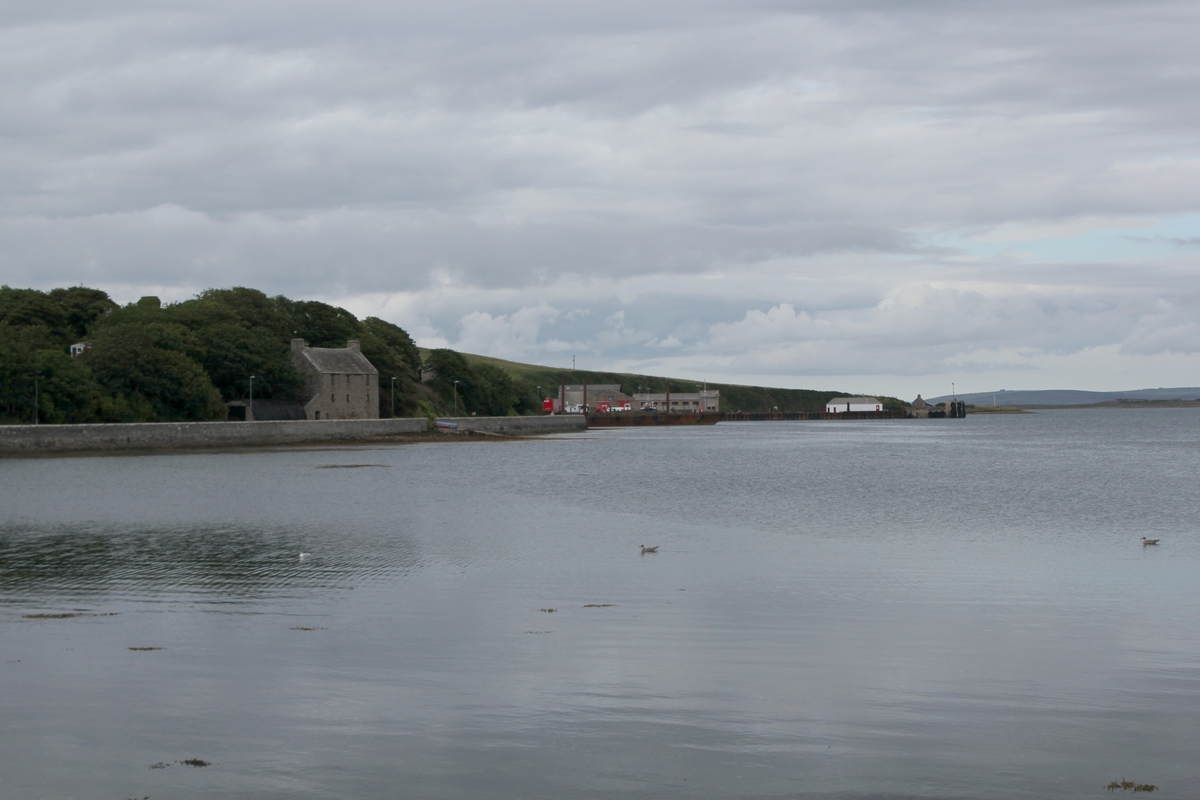
Fähranleger